# Paphinia grandiflora
Paphinia grandiflora (возможные русские названия: Пафиния грандифлора, или Пафиния крупноцветковая) — эпифитное травянистое растение семейства Орхидные (Orchidaceae).
Вид не имеет устоявшегося русского названия, в русскоязычных источниках обычно используется научное название Paphinia grandiflora. 
 В переводе с латинского — Пафиния крупноцветковая.
Впервые в культуре расцвела осенью 1884 года в Англии. Растение было кратко описано на английском языке в 1885 году Дэвидом Муром на основе записки Генриха Густава Райхенбаха (Warner & Williams.1885). Полная диагностика вида была опубликована после смерти Г. Г. Райхенбаха в 1900 году (F.Kränzlin). Предполагается, что иллюстрации Дж. Киршнера не соответствуют растению описанному в 1885 году. 
 Путаницу усугубляет наличие описания Paphinia grandiflora, считающейся синонимом Paphinia grandis. Paphinia grandiflora описана в 1877 году бразильским ботаником Жоао Барбоза Родригес. 
 В 1878 году описана по гербарным образцам из коллекции музея в Париже под именем Paphinia nutans.
Известных живых образцов этой орхидеи не существует.

## Синонимы
- Lycaste grandis
- Paphinia nutans Houllet

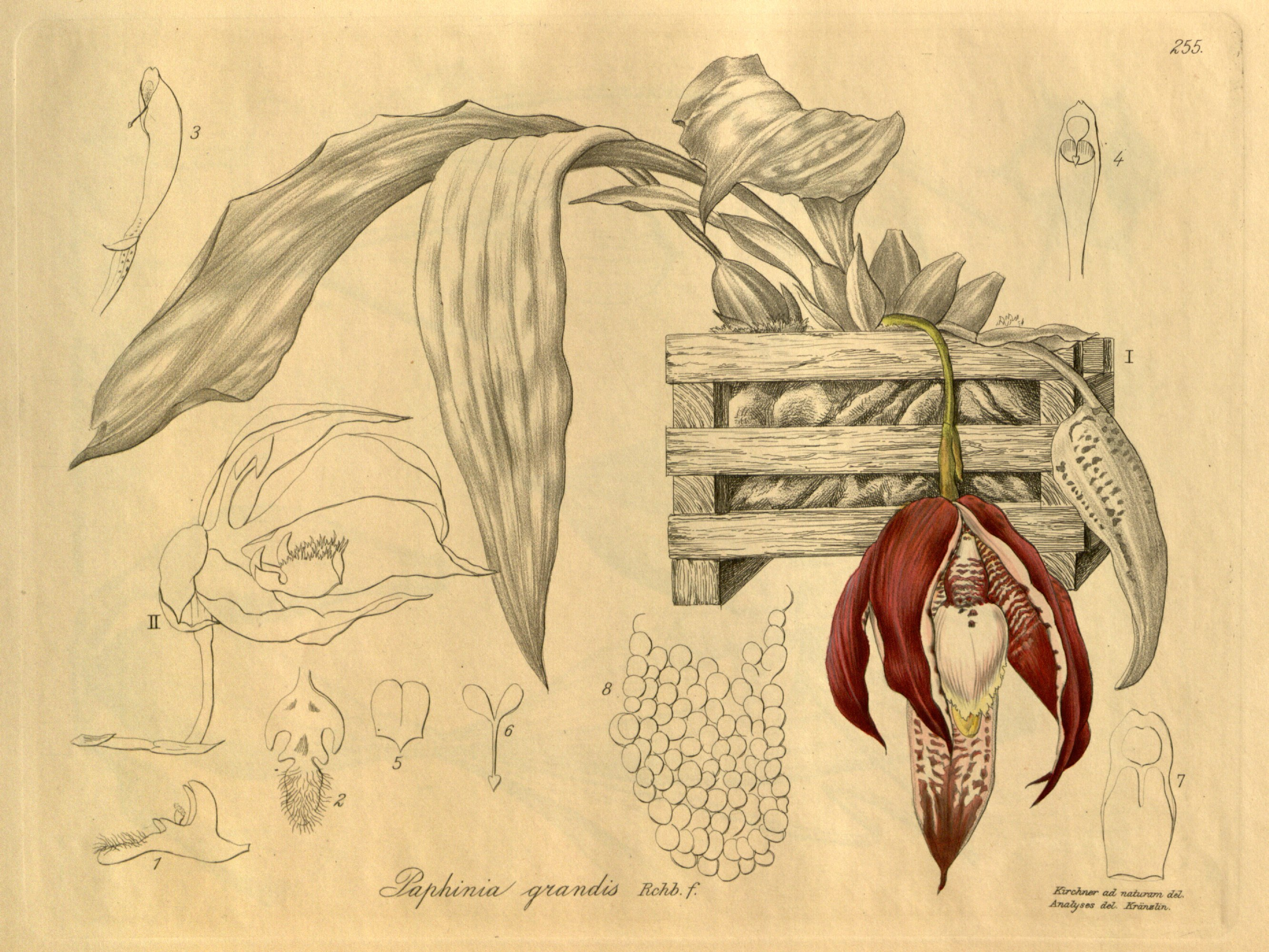
Paphinia grandiflora из «Xenia Orchidacea» vol. 3 tab. 255, 1892 г.

- Paphinia grandis Rchb.f. ex R.Warner

## Ареал
Бразилия 

Пойменные леса Рио-Негро, в бразильском штате Амазонас.

## Биологическое описание
Симподиальный эпифит средних размеров.